# 뉴욕 광시곡
뉴욕 광시곡(Looking For Richard)은 미국에서 제작된 알 파치노 감독의 1996년 다큐멘터리, 드라마 영화이다. 알 파치노 등이 주연으로 출연하였고 마이클 햇지 등이 제작에 참여하였다.

## 출연

### 주연
- 알 파치노
- 에스텔 파르손즈
- 알렉 볼드윈
- 케빈 스페이시
- 위노나 라이더
- 에이단 퀸

### 조연
- 페네로피 엘렌
- 고든 맥도널드
- 매디슨 아놀드
- 빈센트 앤겔
- 해리스 유린
- 티미 프레리
- 랜던 프레리
- 케빈 콘웨이
- 래리 브리그맨

## 제작진
- 원작자: 윌리엄 셰익스피어
- 라인프로듀서: 제임스 불레잇
- 의상: 이본느 블레이크
- 의상: 오드 브론슨 하워드
- 의상: 데보라 린 스콧
- 배역: 앨리슨 E. 맥브라이드